# Odiham
Odiham est une paroisse civile située dans le district de Hart du comté du Hampshire, en Angleterre.

## Géographie
Odiham fait 29,76 km2 de superficie, dont 0,20 km2 recouvert d'eau.
L'aérodrome de la RAF Odiham est situé au sud du village.

## Histoire
La première référence écrite à Odiham se trouve dans le Domesday Book, écrit en 1086, où le village apparaît dans sa graphie actuelle, même si entre-temps les graphies Odiam et Wudiham ont pu être utilisées.
Jean sans Terre décide d'y construire un château en 1204. Le château d'Odiham est érigé de 1207 à 1214, pour un coût total à l'époque de 1 000 £. Il existait déjà plus de 90 points fortifiés dans le comté, mais Odiham fut probablement choisie car étant située à mi-chemin entre Windsor et Winchester. En 1216, le dauphin Louis VIII assiège Jean dans le château pendant deux semaines.

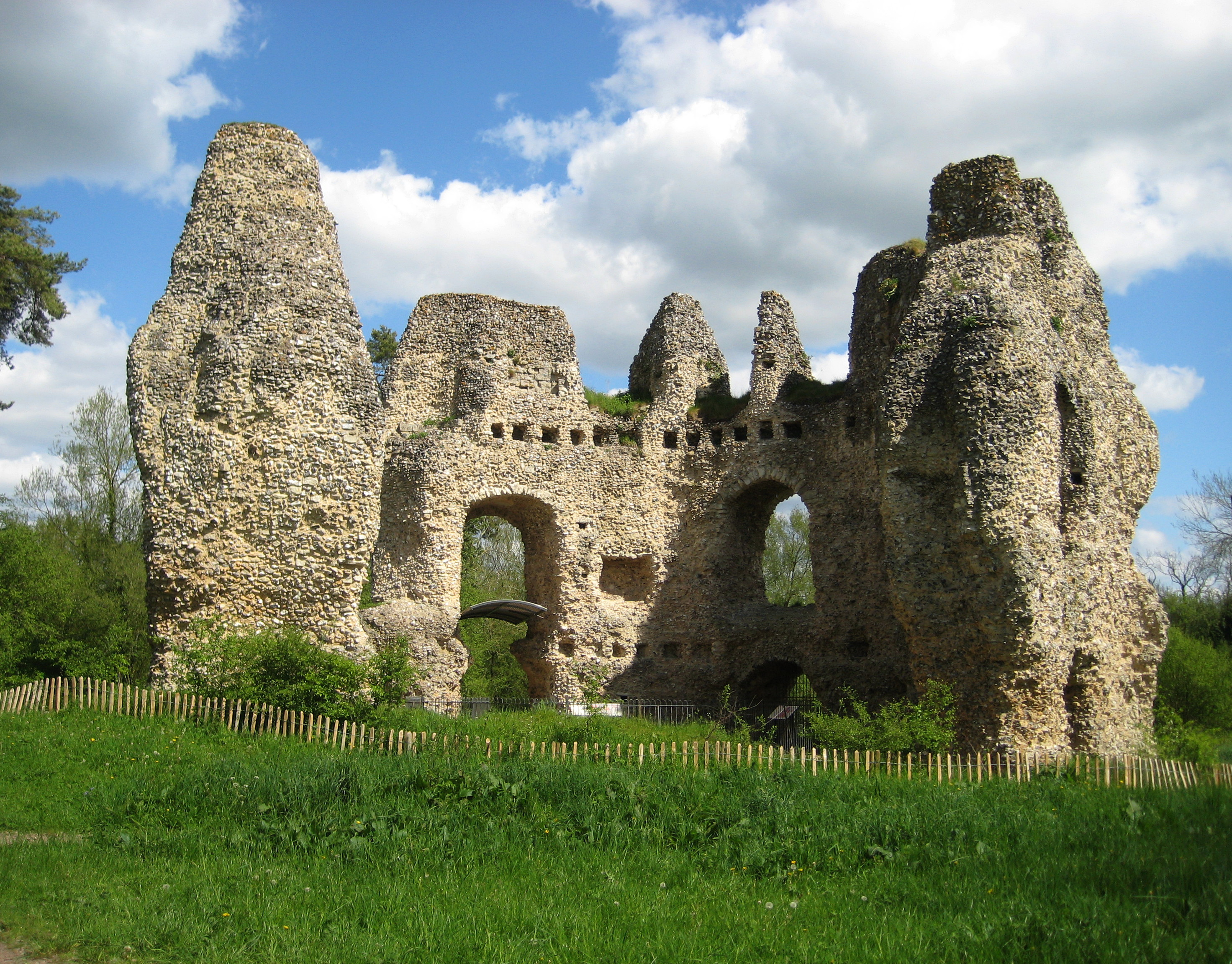
Ruines du château d'Odiham.
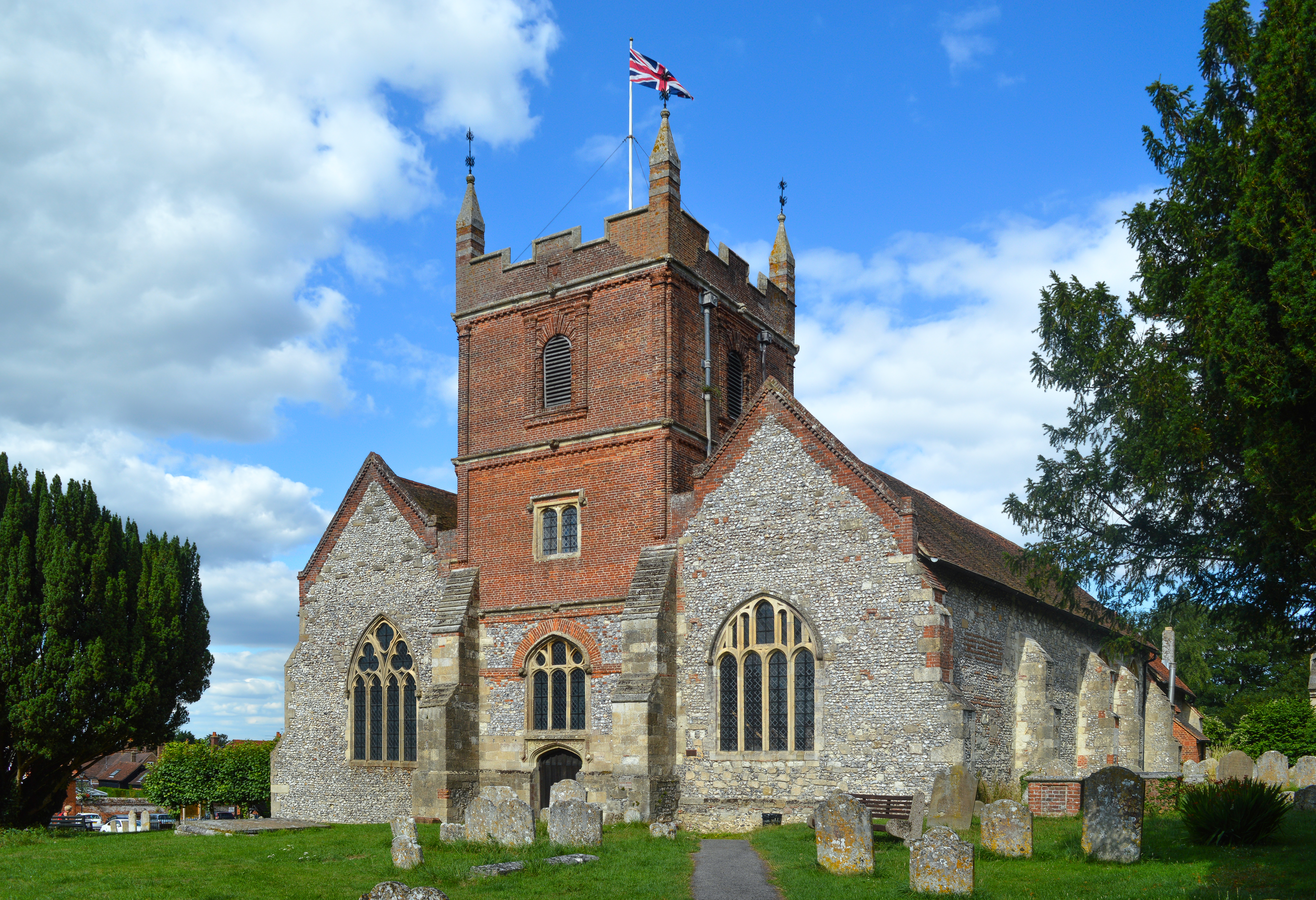
Église de Tous-les-Saints